# Renato Migliavacca
Renato Migliavacca (Besate, 20 ottobre 1921 – Milano, 24 febbraio 2011) è stato un saggista e militare italiano, autore di libri di storia militare.
Assieme a Paolo Caccia Dominioni è considerato uno dei massimi divulgatori della battaglia di El Alamein.

## Biografia

### Il servizio nella II Guerra Mondiale
Nel giugno 1940, offertosi volontario, venne preso in forza dalla Scuola di Artiglieria di Moncalieri dove conseguì il grado di sottotenente di complemento.
Durante il servizio di prima nomina al 14º Reggimento Artiglieria a Treviso, non appena appreso dell'esistenza della Scuola di Paracadutismo di Tarquinia fece domanda e riuscì ad entrarvi; dopo il corso ed una volta conseguito il Brevetto di Paracadutista Militare entrò a far parte, nella Divisione Folgore, di quell'unità che, a El Alamein, sotto il nome di 185º Reggimento Artiglieria Folgore, si guadagnò una ben meritata fama.

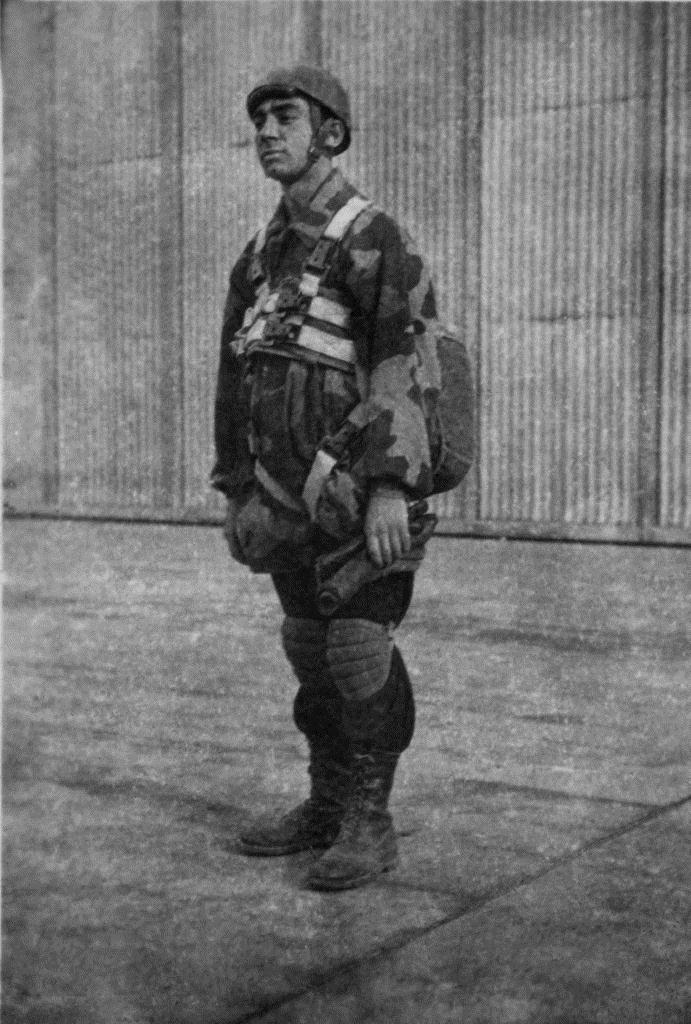
S.Ten. Renato Migliavacca alla Scuola di Paracadutismo di Tarquinia prima di un lancio.

Con il grado di sottotenente al comando di una sezione della 4ª Batteria, partecipò alla battaglia di Alam Halfa e, successivamente, a quella finale di El Alamein durante la quale, rimasto subito l'unico ufficiale della batteria, ne assunse il comando mantenendolo per tutta la durata dei combattimenti e del successivo ripiegamento. 
Unitamente agli ultimi 300 parà della Folgore venne infine catturato il 6 novembre 1942, rimanendo in prigionia fino all'agosto del 1946, quando rientrò in Italia.

### Attività saggistica

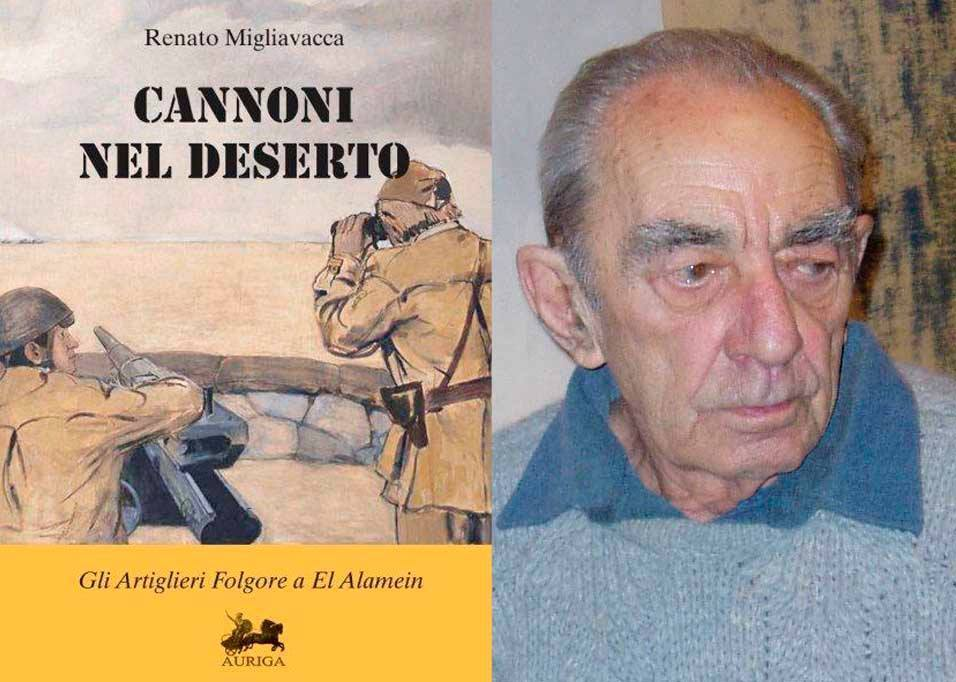
Ultima opera terminata da Renato Migliavacca pochi giorni prima della sua scomparsa

Una volta rimpatriato si è dedicato ad una sempre più intensa attività letteraria, dapprima collaborando a opere enciclopediche, poi pubblicando saggi e articoli tecnico-scientifici, in particolare di astronomia e astrologia.
Si concentrò quindi sulla saggistica storico-militare, principalmente sugli eventi riguardanti la Folgore.
A questo scopo, insieme a quattro colleghi che con lui avevano combattuto in Africa, ha costituito il Centro Raccolta e Documentazione Folgore, grazie alle cui attività gli è stato possibile venire a conoscenza certa dei fatti d'arme di cui la Folgore era stata protagonista. Fatti che, accuratamente controllati al riscontro di relazioni e documenti ufficiali di parte avversa (in particolare diari di guerra britannici, neozelandesi e francesi), gli hanno consentito di dare alle stampe quattro volumi che riassumono l'intera storia del reparto, dalla costituzione della Scuola Paracadutisti alla fine della Divisione Folgore nel deserto di El Alamein. 
Sempre in tema di paracadutismo militare ha inoltre dato alle stampe un libro sulla Brigata Folgore, un contributo al volume Memorie Storiche edito nel 1979 a cura dello Stato Maggiore Esercito, nonché altri contributi via via apparsi su diversi quotidiani e periodici.
Nel 2004 pubblicava il suo ultimo libro “Nel vivo della battaglia – Testimonianze dirette di Uomini Folgore in combattimento a El Alamein".
Il 13 gennaio 2004 a seguito di una determinazione di una speciale commissione, il colonnello Renato Perrotti, Comandante del 185º Reggimento RAO, ha consegnato al Ten. Renato Migliavacca il Diploma di Acquisitore Obiettivi ad honorem, prestigioso riconoscimento normalmente dedicato ai precedenti comandanti di gruppo o di reggimento. In una solenne cerimonia avvenuta il 5 giugno 2005 davanti al suo reggimento schierato per la celebrazione della Festa di Artiglieria, il Col. Cosimo Bianchi, Comandante del 185º Reggimento RAO, gli consegnava il grado di capitano.
Iscritto all'UNUCI (Unione Nazionale Ufficiali in Congedo d'Italia) nella Sezione di Gallarate (VA).
In una solenne cerimonia avvenuta il 5 giugno 2005 davanti al suo reggimento schierato per la celebrazione della Festa di Artiglieria, il Col. Cosimo Bianchi, Comandante del 185º Reggimento RAO, gli consegnava il grado di capitano.
Migliavacca moriva a Milano il 24 febbraio 2011 due giorni dopo aver completato la sua ultima fatica letteraria intitolata “Cannoni nel deserto”. Alle sue esequie funebri, partecipava un picchetto d'onore del 185º Reggimento RAO "Folgore".

## Opere
- Storia dell'astronomia - Mursia - Milano, 1976
- Scrittori e poeti besatesi - Edizioni Auriga - Milano, 1976
- I misteri delle stelle - De Vecchi - Milano, 1976
- Astrologia: vero o falso? - Edizioni Auriga - Milano, 1995
- Ventiquattr'ore a Tobruk - Longanesi & C. - Milano, 1972
- Brigata Paracadutisti Folgore - Edizioni Auriga - Milano, 1985
- Assalti e contrassalti (I Paracadutisti Italiani in Africa) - Edizioni Auriga - Milano, 1986
- La Folgore nella Battaglia di El Alamein - Edizioni Auriga - Milano, 1983
- Nel Nome Folgore (Nascita ed impiego della 1ª Divisione Paracadutisti) - Edizioni Auriga - Milano
- Nel vivo della battaglia (Testimonianze dirette di uomini Folgore in combattimento a El Alamein) - Edizioni Auriga - Milano, 2003
- Cannoni nel deserto (Gli Artiglieri Folgore a El Alamein) - Edizioni Auriga - Milano, 2012